# 大分県地域づくり機構
大分県地域づくり機構（おおいたけんちいきづくりきこう）は、住宅の分譲及び賃貸、土地の造成及び管理等を行う大分県の公企業である。かつては有料道路の維持管理等も行っていた。

## 沿革
2001年に、大分県道路公社、大分県住宅供給公社、大分県土地開発公社の3公社を統合して設立された。各公社は、事務局が共通化されたものの、それぞれの根拠法により名称、事業に制限があるためその後も各公社として業務を継続した。
しかし、大分県道路公社については、2002年12月1日に管理する有料道路のうち2路線が無料開放され、2010年12月1日には残る3路線も無料開放されたため、大手町駐車場を大分県に移管の上、2011年1月31日に解散した。ただし、大分県道路公社の組織は既に地域づくり機構に統合されており、その業務の担当者も他の公社の業務を兼務していたため、人員に解散に伴う変更はなかった。